# Петар Гавриловић
Петар Гавриловић (?-?) мање је познат драгачевски каменорезац из села Лисице. Активан у првој половини 20. века.
У споменике од пешчара урезивао је крстове и различите хришћанске симболе; флоралне фризове и орнаменте; представе голубова који зобљу грожђе; оружје и војничка знамења; алате и различите предмете који ближе описују личност и друштвени положај покојника.